# Nguyễn Thành Trung (chính khách)
Nguyễn Thành Trung (sinh ngày 26 tháng 10 năm 1982) là Đại biểu Quốc hội nước Cộng hòa xã hội chủ nghĩa Việt Nam. Ông hiện là Ủy viên chuyên trách Ủy ban Tài chính – Ngân sách của Quốc hội, Đại biểu Quốc hội khóa XV từ Yên Bái. Ông từng là Thư ký Ủy viên trung ương Đảng, Phó Chủ tịch Quốc hội Phùng Quốc Hiển.
Nguyễn Thành Trung là đảng viên Đảng Cộng sản Việt Nam, học vị Cử nhân Ngân hàng – Tài chính, Thạc sĩ Kinh tế, Cao cấp lý luận chính trị. Ông có xuất phát điểm công tác ở ngân hàng thương mại cổ phần, rồi tham gia hoạt động ở các cơ quan, tổ chức của Quốc hội.

## Xuất thân và giáo dục
Nguyễn Thành Trung sinh ngày 26 tháng 10 năm 1982, quê quán tại phường Hùng Vương, quận Hồng Bàng, thành phố Hải Phòng. Ông lớn lên và tốt nghiệp phổ thông 12/12 ở Hải Phòng, theo học đại học ở Hà Nội và tốt nghiệp Cử nhân Ngân hàng – Tài chính, sau đó tiếp tục học cao học và nhận bằng Thạc sĩ Kinh tế. Ông được kết nạp Đảng Cộng sản Việt Nam vào ngày 8 tháng 10 năm 2012, trở thành đảng viên chính thức sau đó 1 năm, từng theo học các khóa chính trị ở Học viện Chính trị Quốc gia Hồ Chí Minh và tốt nghiệp Cao cấp lý luận chính trị. Hiện ông thường trú ở phường Phương Liệt, quận Thanh Xuân, Hà Nội.

## Sự nghiệp
Tháng 11 năm 2004, sau khi tốt nghiệp đại học, Nguyễn Thành Trung trở về Hải Phòng, kỳ kết hợp đồng lao động với Ngân hàng Ngoại thương Việt Nam, nay là ngân hàng thương mại cổ phần (Vietcombank), chi nhánh Hải Phòng, bắt đầu là nhân viên thử việc. Sau đó 2 tháng, ông là Kinh tế viên của Phòng Quan hệ khách hàng của Ngân hàng. Tháng 11 năm 2009, ông ký kết hợp đồng lao động không xác định thời hạn với Vụ Tài chính – Ngân sách của Văn phòng Quốc hội, rồi được tuyển dụng công chức vào Văn phòng Quốc hội, được bổ nhiệm làm Chuyên viên Vụ từ tháng 8 năm 2010. Tháng 1 năm 2015, ông được bổ nhiệm làm Hàm Trưởng phòng của Vụ Tài chính – Ngân sách, phân công làm Thư ký Chủ nhiệm Ủy ban Tài chính – Ngân sách của Quốc hội Phùng Quốc Hiển. Sang tháng 7 năm 2016, ông được nâng hàm Phó Vụ trưởng Vụ Tài chính – Ngân sách, là Thư ký Phó Chủ tịch Quốc hội Phúng Quốc Hiển khi chính trị gia này được bầu tại Quốc hội khóa XIV. Ông được nâng ngạch Chuyên viên chính từ tháng 1 năm 2017, được điều chuyển làm Phó Vụ trưởng Vụ Thông tin, Văn phòng Quốc hội từ tháng 4 năm 2021.
Năm 2021, Nguyễn Thành Trung được Ủy ban Trung ương Mặt trận Tổ quốc Việt Nam, Ủy ban Thường vụ Quốc hội giới thiệu tham gia ứng cử đại biểu quốc hội từ Yên Bái, bầu cử ở đơn vị bầu cử số 1 gồm thành phố Yên Bái, huyện Yên Bình, Trấn Yên, Lục Yên, rồi trúng cử Đại biểu Quốc hội khóa XV với tỷ lệ 90,12%. Ngày 21 tháng 7 năm 2021, ông được phê chuẩn làm Ủy viên chuyên trách Ủy ban Tài chính – Ngân sách của Quốc hội.